# The Dark Horse Years 1976–1992
The Dark Horse Years 1976–1992 ist eine CD-Box von George Harrison. Sie wurde am 1. März 2004 (USA: 24. Februar 2004) veröffentlicht. In den USA, Großbritannien und in Deutschland konnte die CD-Box sich nicht in den Charts platzieren. 
Die zweite CD-Box The Apple Years 1968–75 wurde im Jahr 2014 veröffentlicht.

## Entstehungsgeschichte
Die CD-Box The Dark Horse Years 1976–1992 umfasst alle sechs wiederveröffentlichten Alben im CD-Format von George Harrison, die auf seinem eigenen Label Dark Horse erschienen sind. Das Livealbum Live in Japan wurde mit einer neuen Abmischung im SACD-Format veröffentlicht. Die Neuabmischung erfolgte von John Etchells und Damon Iddins in den Astoria Studios in London. Die Studioalben wurden von Simon Heyworth und John Etchells in den Super Audio Mastering Studios in Devon neu remastert und beinhalten Bonustitel und sind auch wie das Livealbum separat erhältlich. Folgende Titel, die zwischen den Jahren 1976 bis 1992 veröffentlicht wurden, sind in der Box nicht enthalten: Cockamamie Business, Poor Little Girl und Cheer Down vom Kompilationsalbum Best of Dark Horse 1976–1989 sowie die Lieder Sat Singing, Lay His Head und Flying Hour, die ursprünglich für das Album Somewhere in England geplant waren und neu abgemischt im Februar 1988 auf Songs by George Harrison veröffentlicht wurden. Life Itself (Demoversion) und Hottest Gong in Town wurden im Juni 1992 auf Songs by George Harrison Two veröffentlicht und sind ebenfalls nicht enthalten. Bei Songs by George Harrison und Songs by George Harrison Two handelt es sich um limitierte Veröffentlichungen mit jeweils einer vier-Titel-EP mit einem Bildband, dessen sämtliche Exemplare von George Harrison unterschrieben wurden.
Die Box enthält weiterhin eine DVD, eingelegt in einem 44-seitigen Hardcover-Buch im CD-Format. Die DVD enthält unter anderem sieben Musikvideos, nicht enthalten sind die Videos zu den Singleveröffentlichungen von True Love, Blow Away und All Those Years Ago. Die DVD war ab dem 13. September 2004 auch separat erhältlich.

## Inhalt
- CDs

Thirty Three & 1/3
George Harrison
Somewhere in England
Gone Troppo
Cloud Nine
Brainwashed
Live in Japan
- DVD (Dark Horse Feature)

Videos
1. This Song
2. Crackerbox Palace
3. Faster
4. Got My Mind Set on You (Version 1)
5. Got My Mind Set on You (Version 2)
6. When We Was Fab
7. This Is Love

Konzertmitschnitte von Live in Japan
1. Cheer Down
2. Devil’s Radio
3. Cloud 9 (Alternative Version)
4. Taxman

Ausschnitte vom Spielfilm Shanghai Surprise
1. Shanghai Surprise
2. Someplace Else
3. The Hottest Gong In Town

## Weitere Informationen
Im Februar 2004 wurde international die CD-Promotionsingle This Is Love wiederveröffentlicht sowie ein Promotionkompilationsalbum George Harrison – The Dark Horse Years 1976–1992 – 12 Track Sampler mit den folgenden Liedern: 
- Crackerbox Palace
- Dear One
- Blow Away
- Here Comes the Moon
- All Those Years Ago
- Teardrops
- That’s the Way It Goes
- Unknown Delight
- Got My Mind Set on You
- This Is Love
- Give Me Love (Give Me Peace on Earth) (Live)
- Cheer Down (Live)[2]